# What is and What Should Never Be
A What is and What Should Never Be egy dal a brit Led Zeppelin rockegyüttes Led Zeppelin II című albumáról, amit Jimmy Page és Robert Plant írt. Először 1969. június 16-án mutatták be, a június 24-i előadás felvételét 1997-ben a Led Zeppelin BBC Sessions című albumon adták ki. ( részlet)
Ez volt az egyik első dal, melynek felvételén Page később „védjegyévé” vált Gibson Les Paul gitárját használta. A dal végén a gitár hangja felváltva hallható a bal és jobb csatornában. Robert Plant hangját phasinggel (fáziseltolódással) torzították el.
Szintén ez volt az egyik első Led Zeppelin-dal, melynek szerzőjeként Plantet is megjelölték. Stephen Davis, a Hammer of the Gods: The Led Zeppelin Saga című könyv szerzője szerint a dal Plant és felesége húgának kapcsolatáról szól.
A What is and What Should Never Be 1969 és 1972 között a koncertek állandó része volt. A Led Zeppelin DVD-n, valamint a How the West Was Won című albumon is hallható egy-egy koncertváltozata.
Jimmy Page 1999-es turnéján a The Black Crowesszal játszotta a dalt. Egy koncertfelvétel az együttes Live at the Greek című albumára is felkerült.
John Bonham fia, Jason Bonham 1997-es In the Name of My Father - The Zepset című albumán, a Dread Zeppelin pedig 1995-ös No Quarter Pounder című albumán dolgozta fel a dalt.
A dal inspirálta a Tuti gimi, az Odaát és a That ’70s Show egy-egy epizódjának címét.

## Bibliográfia
- Chris Welch: Led Zeppelin: Dazed and Confused: The Stories Behind Every Song, ISBN 1-56025-818-7
- Dave Lewis: The Complete Guide to the Music of Led Zeppelin, ISBN 0-7119-3528-9
- Stephen Davis: Hammer of the Gods: The Led Zeppelin Saga, ISBN 0-688-04507-3